# Erysimum burnatii
Erysimum burnatii là một loài thực vật có hoa trong họ Cải. Loài này được Vidal mô tả khoa học đầu tiên năm 1895.